# 内田繁三
｛
内田 繁三（うちだ しげぞう、1911年5月1日 - 没年不詳）は、日本中央競馬会・栗東トレーニングセンターに所属していた調教師。義兄弟に福島角一（元調教師）、甥に福島勝（調教師）がいる。

## 来歴
- 1938年 - 調教師となり、京都競馬場で厩舎を開業。
- 1969年 - 栗東トレーニングセンター開設に伴い栗東へ移転する。
- 1989年 - 2月28日付で調教師を勇退[1]。

## 通算成績
3886戦378勝（中央競馬）

## おもな管理馬
- キヨズキ（1967年 牝馬東京タイムズ杯[1]）
- ファインドラゴン（1979年 京都新聞杯[1]、阪神大賞典[1]）